# Paradelphomyia chosenica
Paradelphomyia chosenica là một loài ruồi trong họ Limoniidae. Chúng phân bố ở miền Cổ bắc.